# Erioptera needhami
Erioptera needhami är en tvåvingeart som beskrevs av Alexander 1918. Erioptera needhami ingår i släktet Erioptera och familjen småharkrankar. Inga underarter finns listade i Catalogue of Life.